# Енрикильо
Енрикильо (на испански: Enriquillo) е солено безотточно езеро, разположено в югозападната част на Доминиканската република. Административно е разделено между провинциите Баоруко и Индепенденсия.

## Хидрология
Езерото покрива площ от 375 km2 и е най-ниската точка на островна държава, бидейки разположено на 46 метра под морското равнище. Водосборният му басейн включва 10 малки речни системи. Реките, извиращи от планината Нейба на север, са целогодишни, докато тези, извиращи от планината Баоруко на юг, са сезонни. От езерото не се оттичат реки. Нивото на водата му варира, поради комбинация от бурни движения на валежите и високия темп на изпарение в региона. Солеността на Енрикильо варира от 33 до 100‰.
Областта има горещ, полупустинен климат. Годишните валежи не са равномерно разпределени, но максимумът им е в периода май-октомври. Поради дължината на езерото, средните годишни валежи също се различават между източния му и западния му край: 729 mm по северозападния му бряг и 508 mm по югоизточния му бряг.
В периода 2004 – 2009 г. езерото удвоява площта си. Към 2004 г. повърхнината му съставлява 164 km2, а измервания от 2011 г. показват площ от 350 2. Причините за покачването на водите му все още са обект на дискусии, но вероятно става въпрос за комбинация от няколко фактора, включително увеличение на валежите в района през последните години, увеличение на отлаганията в езерото вследствие обезлесяване, които водят до покачване на коритото му, и по-меки температури, които водят до по-малко изпарение.

## География
Езерото лежи в долина, простираща се от Порт о Пренс в Хаити до Баия де Нейба в Доминиканската република. Долината е позната под името Кюл дьо Сак в Хаити и Оя де Енрикильо в Доминиканската република. Части от тази депресия се намират под морското равнище и са покрити от големи солени езера, сред които Енрикильо и Етан Соматр. До покачването на водното ниво в езерото са разположени три острова, но след това остава само най-големият – Исла Кабритос.
Долината на езерото в миналото е била морски проток. Тя е била създаден преди около един милион години, когато морското равнище спада, а протокът е запълнен със седименти от река Яке дел Сур. Трусовете в региона са сравнително чести.
Земите около езерото се използват за отглеждане на банани, сладки картофи и юка. Покачващото се водно ниво засяга стотици жители в селата по бреговете му, които губят обработваеми земи.

## Екология
Езеро Енрикильо е дом на най-голямата популация от американски остромуцунести крокодили (Crocodylus acutus) в Карибския басейн. В езерото живеят три вида риби: Limia melanonotata, Gambusia hispaniolae и Cyprinodon bondi. Два вида ендемични за остров Еспаньола игуани обитават остров Исла Кабритос: Cyclura ricordi и носорогова игуана (Cyclura cornuta). Около езерото са концентрирани много видове птици. Сред тях, един от най-отличимите видове е американското фламинго (Phoenicopterus ruber).
През 1974 г. е създаден национален парк, обхващащ езерото. През 2002 г. той е съединен с два други парка, образувайки биосферния резерват Харагуа-Баоруко-Енрикильо.